# Lubersac
Lubersac este o comună în departamentul Corrèze din centrul Franței. În 2009 avea o populație de 2.281 de locuitori.

## Evoluția populației
| An        | 1975  | 1982  | 1990  | 1999  | 2006  | 2009  |
| --------- | ----- | ----- | ----- | ----- | ----- | ----- |
| Populație | 2.395 | 2.397 | 2.248 | 2.169 | 2.256 | 2.281 |